# مرسمة العجليات
مرسمة العجليات (بالإنجليزية: Spirograph)‏ وتنقحر إلى سبيروجراف، هي أداة رسم هندسية تنتج الدحروجات الرياضية من النوع المعروف تقنيًا باسم عَجَلِيَّات. طَوَّر المهندس البريطاني دينيس فيشر [الإنجليزية] هذه الأداة على شكل لعبة وبيعت لأول مرة في عام 1965.

## معرض الصور

توضيح لحركة سبيروجراف
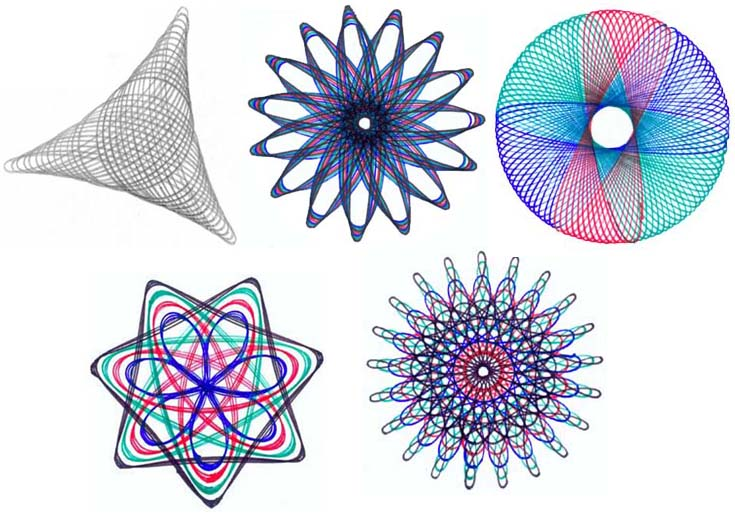
تصميمات باستخدام سبيروجراف مرسومة بأقلام ملونة متعددة